# In zir par sunèe - Vol. 2
In zir par sunèe Vol. 2 è il quattordicesimo album discografico del cantautore italiano Max Arduini, Il disco è stato rilasciato in formato digitale il 18 settembre 2022.

## Tracce
Testi e musiche di Max Arduini, eccetto dove indicato.
1. Ali di corvo (inedito Acoustic)
2. È Ravenna (Live)
3. Dove mi porta l'istinto (Live)
4. Che proprio in via D'Amelio (Live)
5. Canto una thunderbird ferita (Live)
6. Voce e scena (Live)
7. Quando quando quando (Live) (testo: Alberto Testa – musica: Tony Renis)
8. Summertime (Live) (testo: DuBose Heyward, Ira Gershwin – musica: George Gershwin)
9. La Rimini (Live)
10. Apriti cielo (inedito acoustic 2009)